# الوایرن
الوایرن (به لاتین: Alværn) یک منطقهٔ مسکونی در نروژ است که در نروژ شرقی واقع شده‌است.